# جنگ صلیبی بارباسترو
جنگ صلیبی بارباسترو (انگلیسی: Crusade of Barbastro) که با عنوان نبرد بارباسترو یا محاصره بارباسترو نیز شناخته می‌شود، جنگ مورد تأیید پاپ برای فتح شهر بارباسترو در امارت لاریدا بود که در نهایت با پیروزی نیروهای مسیحی و فتح بارباسترو همراه شد. برخی همچون رامو مندز پیدال این جنگ را «نخستین جنگ صلیبی پیش از آغاز حرکت صلیبیون به سمت شرق برای بازپس‌گیری اراضی می‌دانند». با این حال در رابطه با ماهیت این جنگ همچنان میان مورخان هنوز اختلاف نظر و بحث و وجود دارد. 